# Abdel et la Comtesse
Pour plus de détails, voir Fiche technique et Distribution.
Abdel et la Comtesse est un film français d'Isabelle Doval sorti en 2018.

## Synopsis
Le comte de Montarbie d'Haust vient de mourir et c'est donc à la comtesse d'organiser la succession du titre ainsi que de son domaine. La tradition veut que ce soit un homme de la famille qui en hérite, c'est donc à son neveu Gonzague que se tourne son premier choix malgré sa préférence pour sa fille Blanche. Vient alors Abdel, un jeune de banlieue spécialisé dans le vol d'objet d'art. Issu d'un monde totalement différent, sa rencontre avec la comtesse pourrait bien changer des choses.

## Fiche technique
- Producteurs : Amélie de Buretel de Chassey et Pierre Kubel
- Scénaristes : Sophie Glasse, Colombe Savignac, Amélie de Buretel de Chassey et Pierre Kubel[1]
- Réalisatrice : Isabelle Doval
- Distributeur : SND
- Pays de production : France
- Genre : Comédie
- Durée : 95 minutes
- Date de sortie : France 9 mai 2018

## Distribution
- Charlotte de Turckheim : La Comtesse de Montarbie d'Haust
- Amir El Kacem : Abdelkader
- Margaux Chatelier : Blanche de Montarbie d'Haust
- Sam Karmann : Claude
- Anne Consigny : Fanny
- Mathieu Simonet : Gonzague
- Lucien Jean-Baptiste : prêtre Yasokonoue
- Jean-Philippe Ricci : Vincent
- Gary Mihaileanu : Brian
- Bertrand Usclat : Pierre-Anne
- Ali Khelil : Mohammed
- Eddy Frogeais : L'agent immobilier
- Youssef Mzzi : Complice Vincent 1
- Anthony Koka : Complice Vincent 2
- Bastien Bernini : gendarme Frédéric
- André Jarril : le Comte
- Olivier Charasson : directeur du centre
- Adam Taleb
- Fred Scotlande
- Stéphane Grossi
- Christian Jéhanin : Maire de Becherel

## Tournage

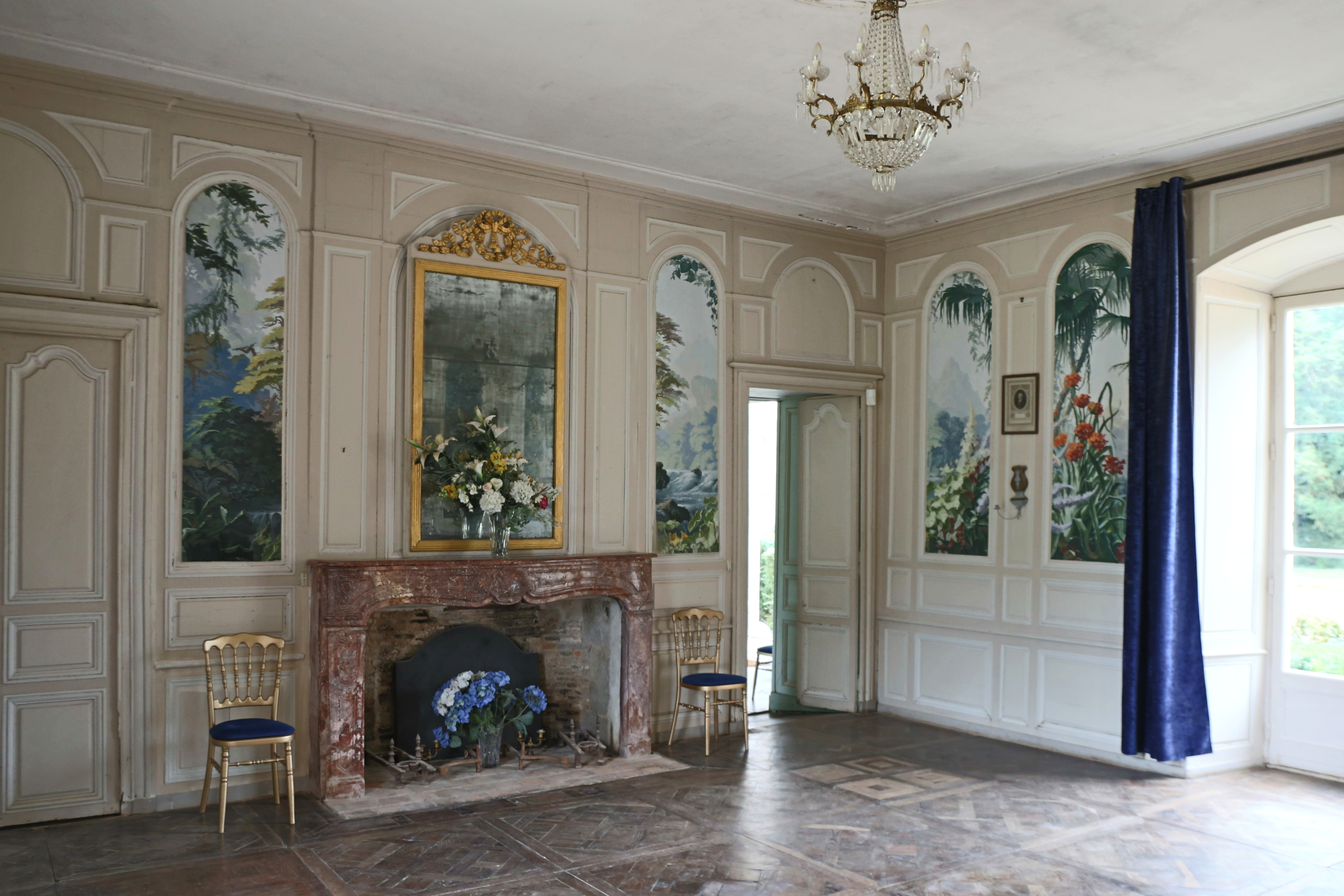
Une des pièces du château de Blossac avec des restes du décor du film.

Le film a été tourné en partie en Ille-et-Vilaine, au château de Blossac et à Bécherel.

## Box-office
Le film fait partie des flops les plus importants du cinéma français en 2018 : sorti dans 317 salles, il n'attire que 172 000 spectateurs.